# Bioparc Fuengirola
Bioparc Fuengirola es un parque de animales situado en la Avda. de Camilo José Cela de la localidad malagueña de Fuengirola (España), dedicado íntegramente a la conservación de especies tropicales y adaptadas a medios selváticos, principalmente de Asia, África y las islas del Indo-Pacífico.
Fue inaugurado en 1978 y reformado en 1999, cambiando su clásica denominación de Zoo de Fuengirola por "Bioparc Fuengirola" en 2010. En 2014, inauguró un nuevo hábitat denominado Indo-Pacífico, dónde podemos contemplar 15 nuevas especies, tales como el Dragón de Komodo, el lagarto más grande y venenoso del mundo que, por primera vez, podrá verse en Andalucía.

## Conservación
Colabora con la Asociación Europea de Zoos y Acuarios (EAZA) en varios proyectos de conservación, como el dedicado a la fauna de Madagascar, así como el de cría de especies en peligro de extinción: hipopótamo pigmeo, gorila de costa, orangután de Borneo, lémures, etc.
En el marco de programas EEP han nacido en este parque, por ejemplo, crías de gibón de mejillas doradas (Nomascus gabriellae) en el año 2007, de leopardo de Sri Lanka (Panthera pardus kotiya) en 2011 o de hipopótamo pigmeo (Choeropsis liberiensis)

## Especies por zona

### Madagascar

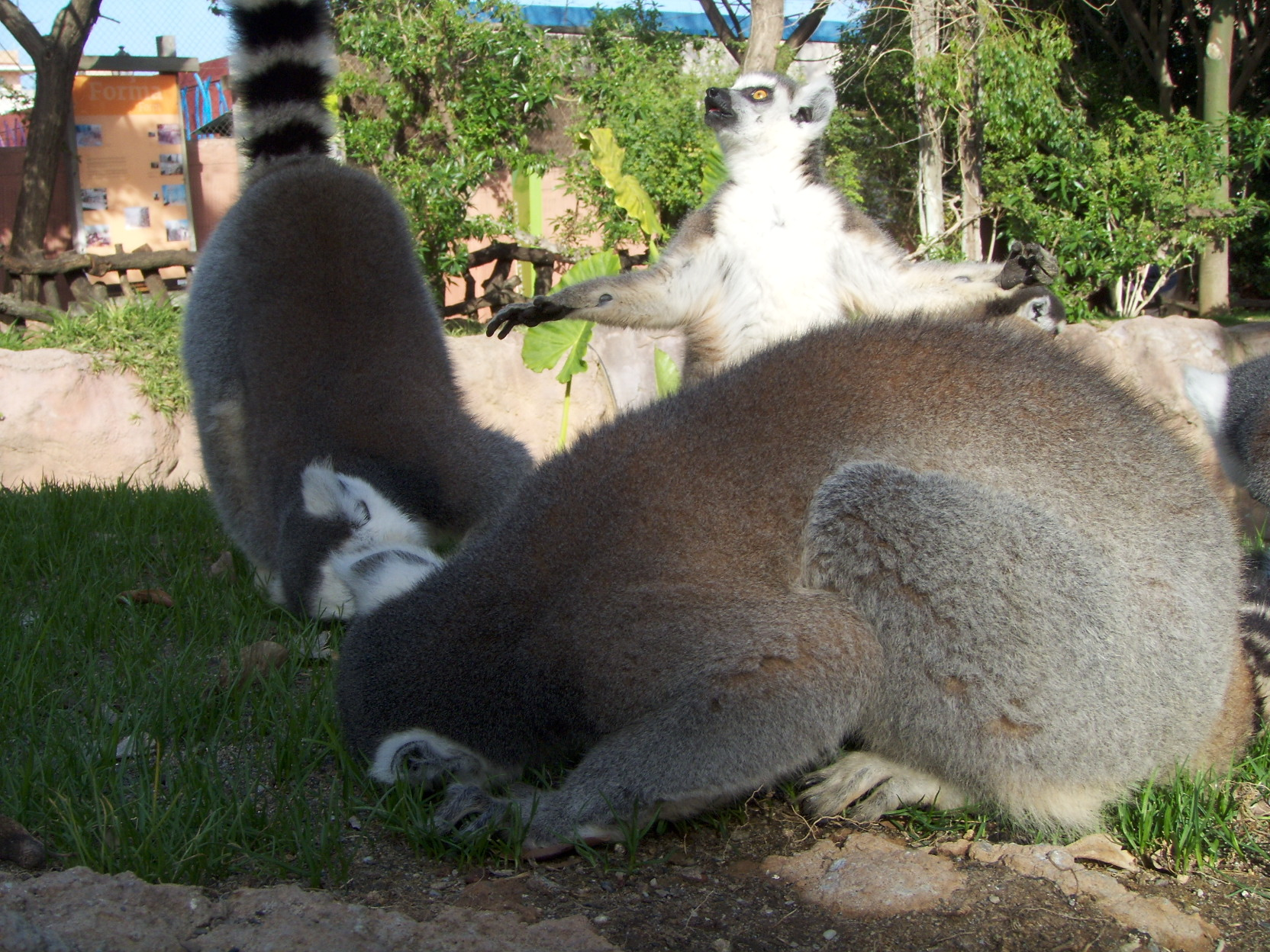
Lémures de cola anillada (Lemur catta) comiendo en Bioparc Fuengirola

- Lémur de cola anillada (Lemur catta)
- Lémur negro (Eulemur macaco macaco)
- Lémur de collar blanquinegro (Varecia variegata variegata)
- Lémur de collar rojo (Varecia rubra)

### África ecuatorial

#### Humedales
- Cigüeña de Abdim (Ciconia abdimii)
- Cocodrilo del Nilo (Crocodylus niloticus)
- Flamenco rosa (Phoenicopterus roseus)
- Flamenco enano (Phoenicopterus minor)
- Espátula africana (Platalea alba)
- Alcaraván del Cabo (Burhinus capensis)
- Pato crestudo (Sarkidiornis melanotos)
- Cerceta de El Cabo (Anas capensis)
- Ánade de pico amarillo (Anas undulata)
- Pato de Meller (Anas melleri)
- Ganso aliazul de Etiopía (Cyanochen cyanoptera)
- Sitatunga occidental (Tragelaphus spekii)
- Grulla coronada gris oriental (Balearica regulorum)
- Tántalo africano (Mycteria ibis)
- Tortuga africana de caparazón blando (Trionyx triunguis)
- Cíclido del Lago Malawi de Lombardo (Pseudotropheus lombardoi)
- Cíclido del Lago Malawi elongado de Mpanga (Pseudotropheus elongatus mpanga)
- Cíclido del Lago Malawi Nkhomo-benga (Aulonocara baenschi)
- Cíclido del Lago Malawi pavo real (Aulonocara nyassae)
- Cíclido del lago Malawi sagoga (Otaphrynx lithobates)
- Kadango rojo (Copadichromis borleyi)
- Cíclido comando (Nimbochromis venustus)
- Cíclido de Livingstone (Nimbochromis livingstonii)
- Cíclido fenestratus (Protomelas fenestratus)
- Cíclido Joya rojo (Hemichromis lifalili)
- Carpa roja (Carassius auratus auratus)
- Carpa herbívora (Ctenopharyngodon idella)

#### Río de la selva
- Potamoquero rojo de río (Potamochoerus porcus pictus)
- Duiker azul (Philantomba monticola)
- Cocodrilo enano (Osteolaemus tetraspis)
- Hipopótamo pigmeo occidental (Choeropsis liberiensis liberiensis)
- Ganso del Nilo o ganso egipcio (Alopochen aegyptiacus)

#### Tronco caído
- Suricata (Suricata suricatta)

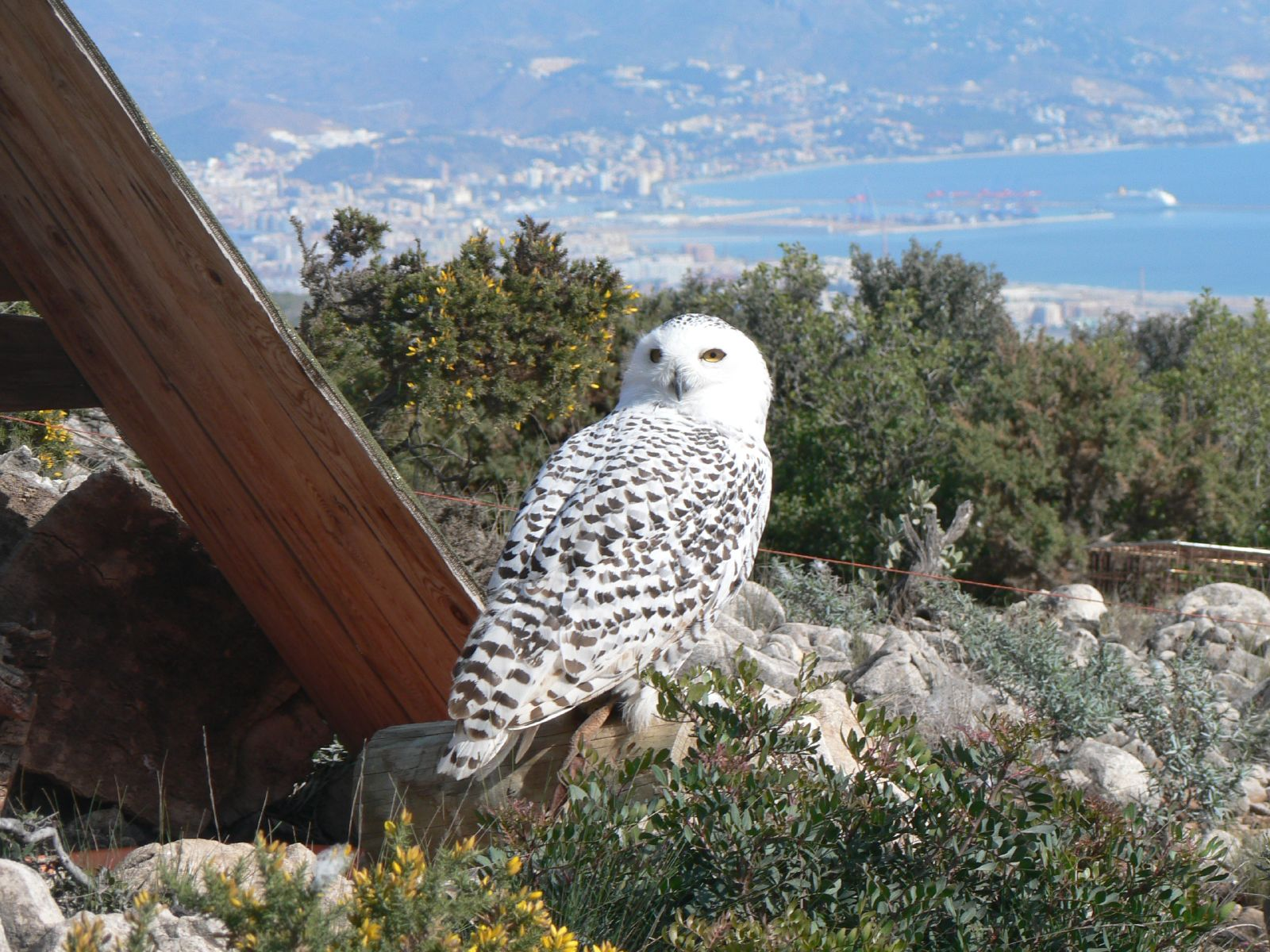
Búho nival (Bubo scandiacus)

- Puercoespín sudafricano (Hystrix africaeaustralis)
- Gecko diurno de Madagascar (Phelsuma madagascariensis)
- Pitón real (Python regius)
- Caracol gigante africano (Lissachatina fulica)
- Milpies gigante africano (Archispirostreptus gigas)
- Escorpión emperador (Pandinus imperator)
- Cucaracha silbadora malgache (Gromphadorhina portentosa)

#### Valle del Congo
- Gorila occidental de llanura (Gorilla gorilla gorilla)
- Cercopiteco de Brazza (Cercopithecus neglectus)
- Cálao terrestre sureño (Bucorvus leadbeateri)
- Ganso del nilo o ganso egipcio (Alopochen aegyptiacus)
- Chimpancé de África Central (Pan troglodytes troglodytes)
- Serval (Leptailurus serval)
- Colobo kikuyu (Colobus guereza kikuyuensis)
- Talapoin norteño (Miopithecus ogouensis)
- Leopardo de Sri Lanka (Panthera pardus kotiya)
- Carpa roja (Carassius auratus auratus)
- Carpa de hierba (Ctenopharyngodon idella)

### Sudeste asiático

#### Templo de Angkor

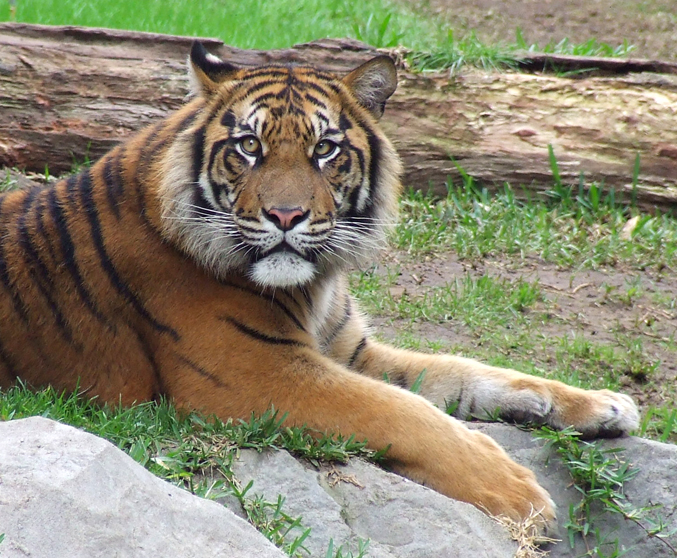
Tigre de Sumatra

- Tigre de Sumatra (Panthera tigris sumatrae)

#### Bosque ribereño
- Pato mandarín (Aix galericulata)
- Binturong (Arctictis binturong)
- Gibón de mejillas doradas (Nomascus gabriellae)
- Ciervo moteado de Filipinas (Cervus alfredi)
- Cormorán pío chico (Phalacrocorax melanoleucos)
- Tapir malayo (Tapirus indicus)
- Tarro rajá (Tadorna radjah)
- Ganso urraco (Anseranas semipalmata)
- Ánsar indio (Anser indicus)
- Muntjac chino (Muntiacus reevesi)
- Orangután de Borneo (Pongo pygmaeus)
- Dhole (Cuon alpinus)
- Nutria de uñas cortas asiática (Aonyx cinerea)
- Casuario común (Casuarius casuarius)
- Tomistoma (Tomistoma schlegelii)
- Tortuga gigante asiática de estanque (Heosemys grandis)
- Tortuga boba papuana o de nariz de cerdo (Carettochelys insculpta)
- Barbo de schwanefeld (Barbus schwanefeldi)
- Pangasio o Tiburón iridiscente (Pangasius hypophthalmus)
- Pez gato caminante asiático (Clarias batrachus)
- Cíclido del Lago Malawi de Lombardo (Pseudotropheus lombardoi)
- Cíclido del Lago Malawi Nkhomo-benga (Aulonocara baenschi)
- Cíclido del Lago Malawi pavo real (Aulonocara nyassae)
- Cíclido del lago Malawi sagoga (Otaphrynx lithobates)
- Cíclido Joya rojo (Hemichromis lifalili)
- Carpa herbívora (Ctenopharyngodon idella)

#### Dosel del bosque
- Ardilla tricolor (Callosciurus prevostii)
- Binturong (Arctictis binturong)
- Cálao rinoceronte de Java (Buceros rhinoceros silvestris)
- Gibón de mejillas doradas (Nomascus gabriellae)
- Miná de Bali (Leucopsar rothschildi)
- Orangután de borneo (Pongo pygmaeus)
- Panda rojo (Ailurus fulgens)
- Pavo real cuelliverde de Java (Pavo muticus muticus)

#### Bosque secundario
- Ciervo ratón de Java (Tragulus javanicus)
- Argo real o argo gigante (Argusianus argus)
- Faisán de Edwards (Lophura edwardsi)
- Avefría militar de Nueva Guinea (Vanellus miles)
- Paloma de Nicobar (Caloenas nicobarica)
- Gorrión de Java (Padda oryzivora)
- Gura de Scheepmaker (Goura scheepmakeri)
- Gura occidental (Goura cristata)
- Alción acollarado (Todiramphus chloris)
- Bulbul orfeo (Pycnonotus jocosus)
- Zorro volador de la India (Pteropus giganteus)

#### Mina abandonada
- Pitón india (Python molurus)
- Pitón arborícola verde (Morelia viridis)
- Gecko gigante de Nueva Caledonia (Rhacodactylus leachianus)
- Serpiente bella de Taiwán (Elaphe taeniura freesi)
- Serpiente liana verde (Ahaetulla nasuta)
- Insecto hoja gigante (Extatosoma tiaratum)
- Insecto palo indio (Carausius morosus)
- Tarántula ornamental de la india (Poecilotheria regalis)

#### Manglar
- Aulonocara nyassae
- Aulonocara baenschi
- Aulonocara livignstonii
- Aulonara maulana
- Tortuga de cuello de serpiente de Mccord (Chelodina mccordi)
- Botia payaso (Chromobotia macracanthus)
- Estófago manchado (Scatophagus argus)
- Haplochromis livignstonii
- Haplochromis moorii
- Haplochromis venustus
- Haplochromis fenestratus
- Haplochromis borleyi
- Labeotropheus fuelleborni
- Naso (Chondrostoma nasus)
- Pez ángel malayo (Monodactylus argenteus)
- Pez arquero de bandas (Toxotes jaculatrix)
- Pez espátula americano (Polyodon spathula)
- Pseudotropheus lombardoi
- Pseudotropheus zebra
- Pseudotropheus elongatus mpanga
- Raya motoro (Potamotrygon motoro)
- Saltarin de fango barrado (Periophthalmus argentilineatus)
- Esturión beluga (Huso huso)
- Esturión del Adriático (Acipenser naccarii)
- Esturión esterlete (Acipenser ruthenus)
- Esturión ruso (Acipenser gueldenstaedtii)
- Esturión siberiano (Acipenser baerii baerii)
- Pez ventosa (Gyrinocheilus aymonieri)
- Pez globo asiático (Dichotomyctere nigroviridis)
- Porrón moñudo (Aythya fuligula)

#### Exposición de anfibios
- Cecilia de agua (Typhlonectes natans)
- Mantela dorada (Mantella aurantiaca)
- Mantela verde (Mantella viridis)
- Rana arborícola payaso (Dendropsophus leucophyllatus)
- Rana de uñas africana (Xenopus laevis)
- Rana de la lluvia malgache (Scaphiophryne marmorata)
- Rana enceradora de patas naranjas (Phyllomedusa hypochondrialis)
- Rana veneno de flecha dorada (Phyllobates terribilis)
- Sapo partero balear (Alytes muletensis)
- Sapo partero bético (Alytes dickhilleni)
- Tritón mandarín (Tylototriton shanjing)

### Exhibición claro de selva
- Buitre de Angola o buitre palmero (Gypohierax angolensis)
- Cálao undulado o ceñido (Aceros undulatus)
- Armadillo grande o peludo (Chaetophractus villosus)
- Pecarí de collar (Tayassu tajacu)
- Tucán toco (Ramphastos toco)
- zopilote común (Coragyps atratus)
- Cucaburra riente (Dacelo novaeguineae)
- Nutria de uñas cortas asiática (Aonyx cinerea)
- Puercoespín sudafricano (Hystrix africaeaustralis)
- Turaco violeta (Musophaga violacea)
- Mofeta rayada (Mephitis mephitis)
- Serval (Leptailurus serval)
- Zorro rojo (Vulpes vulpes)

### Indo-Pacífico

#### Ruinas del templo Khosmal Watt
- Cálao de las bisayas (Penelopides panini)
- Cálao gorginegro (Rhyticeros undulatus)
- Ciervo moteado de filipinas (Rusa alfredi)
- Ciervo ratón menor (Tragulus javanicus)
- Dragón de Komodo (Varanus komodoensis)
- Espolonero de Palawán (Polyplectron napoleonis)
- Iguana rinoceronte (Cyclura cornuta)
- Tortuga gigante de las Galápagos (Geochelone nigrita)
- Urraca piquirroja (Urocissa erythrorhyncha)

#### Centro interpretativo de dragones
- Camaleón pantera (Furcifer pardalis)
- Dragón de Komodo (Varanus komodoensis)
- Miná de bali (Leucopsar rothschildi)
- Varano azul (Varanus macraei)
- Varano cocodrilo (Varanus salvadorii)
- Varano esmeralda (Varanus prasinus)
- Iguana rinoceronte (Cyclura cornuta)
- Pitón reticulada (Python reticulatus)
- Pitón de savu (Liasis mackloti savuensis)